# كلينتون إل. هير
كلينتون إل. هير (بالإنجليزية: Clinton L. Hare)‏ هو محامي أمريكي، ولد في 7 نوفمبر 1864 في نوبلسفيل في الولايات المتحدة، وتوفي في 4 يونيو 1909 في إنديانابوليس في الولايات المتحدة بسبب سرطان.